# Pelargopsis amauroptera
Pelargopsis amauroptera, conhecida como martim-caçador-de-asas-pardas é uma espécie de ave da família Alcedinidae.
Pode ser encontrada nos seguintes países: Bangladesh, Índia, Malásia, Myanmar e Tailândia. Os seus habitats naturais são: florestas de mangal tropicais ou subtropicais. Está ameaçada por perda de habitat. 